# Harleian genealogies

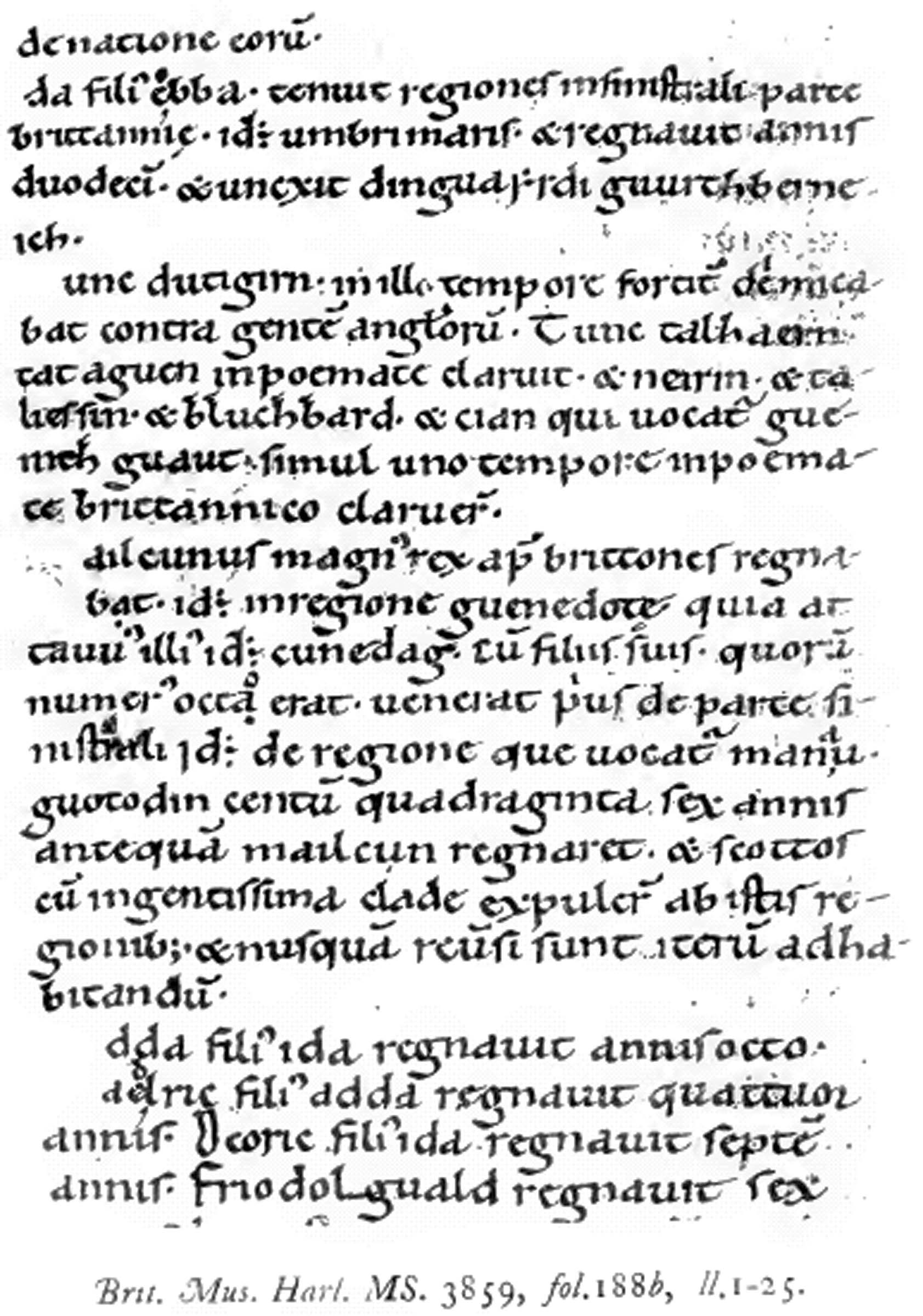
Una pagina del manoscritto delle Harleian genealogies

Le Harleian genealogies sono il più antico gruppo di linee genealogiche di nobili famiglie gallesi giunto ai giorni nostri. Sono conservate in un unico manoscritto datato al 1100 circa e stampato da Egerton Phillimore nel 1888.
Le informazioni contenute non sono sempre sicure. Le genealogie iniziano con Owain ap Hywel e furono forse compilate durante il suo regno, cioè attorno alla metà del X secolo.